# Oscar Karlsson
Oscar Tomas Karlsson, född 23 januari 1992, är en svensk fotbollsspelare som spelar för Nyköpings BIS.

## Karriär
Karlsson började spela fotboll i Stigtomta IF. Han gick därefter till Nyköpings BIS, där han även startade sin seniorkarriär. I januari 2014 värvades han av allsvenska Gefle IF. Efter två säsonger i Gefle återvände Karlsson i augusti 2015 till Nyköpings BIS.
I mars 2016 värvades Karlsson av IK Brage. I mars 2017 återvände han återigen till Nyköpings BIS. I mars 2020 gick Karlsson till division 2-klubben Trosa Vagnhärad SK.
Inför säsongen 2021 återvände Karlsson till Nyköpings BIS.